# Oricoruna arcotensis
Oricoruna arcotensis är en stekelart som först beskrevs av Mani och Kurian 1953.  Oricoruna arcotensis ingår i släktet Oricoruna och familjen puppglanssteklar. Inga underarter finns listade i Catalogue of Life.